# Thilo Krapp
Thilo Krapp (* 23. September 1975 in Herdecke) ist ein deutscher Kinderbuchautor, Illustrator und Comiczeichner. Er veröffentlicht auch unter dem Namen Tiló.

## Leben und Wirken
Thilo Krapp wuchs in Hagen auf. Nach der Schule leistete er bei der AIDS-Hilfe Hagen Zivildienst. Anschließend studierte er Kommunikationsdesign an der Universität Wuppertal und schloss 2004 im Fach Illustration bei Wolf Erlbruch mit dem Diplom ab.
Ab 2005 erschienen von ihm illustrierte Kinderbücher verschiedener Autoren. 2008 veröffentlichte er mit Der grüne Jaguar den ersten Teil der Abenteuerreihe Damien und Alexander, der zweite Teil Dschungelliebe folgte 2013.
Für das in Hamburg erscheinende Magazin StadtlicHH entwickelte er mit Martin Petersen die Serie Piratten. Seit 2020 ist er stellvertretender Vorsitzender der Illustratoren Organisation.
Thilo Krapp lebt in Berlin. Neben seiner künstlerischen Tätigkeit unterrichtet er an der Berufsfachschule „Akademie für Illustration und Design“ im Fach Comic/Graphic Novel.

## Auszeichnungen
- 2017: Rudolph-Dirks-Award in der Kategorie „Literaturadaptation“ für Der Krieg der Welten nach H. G. Wells[5]
- 2021: Ginco Award in der Kategorie „Bester Comic für junge Leser*innen“ für die Kurzgeschichte Der Geburtstag in Karin Gruß (Hrsg.): Wer tanzt schon gern allein? Bilder, Geschichten und Gedichte zur Demokratie[6]

## Werke
Autor und Illustrationen
- Damian & Alexander. Epsilon, Nordhastedt.

Teil 1: Der grüne Jaguar. 2008, ISBN 978-3-86693-048-3.
Teil 2: Dschungelliebe. 2013, ISBN 978-3-86693-081-0.
- Max, der Drachenschreck. Bilderbuch. Gerstenberg, Hildesheim 2009, ISBN 978-3-8369-5254-5.
- Othello & Giovanni. Kinderbuch. Südpol, Grevenbroich 2016, ISBN 978-3-943086-34-8.
- Der Krieg der Welten. Comic. Egmont, Köln 2017, ISBN 978-3-7704-5522-5.
- Othello & Giovanni – Chaos auf der Katzenschau. Kinderbuch. Südpol, Grevenbroich 2018, ISBN 978-3-943086-54-6.

Illustrationen
- Heinz Rudolf Unger: Mae-Fly. Eine heiße Story. Dachs, Wien 2005, ISBN 3-85191-394-9.
- Friedl Hofbauer, Käthe Recheis: Das Schnurrbartkitzel-Katzenbuch. Dachs, Düsseldorf 2006, ISBN 978-3-85191-397-2.
- Martin Ebbertz: Karlo, Seefahrer an Land.  Coppenrath, Münster 2007, ISBN 978-3-8157-6847-1.
- Isabelle Erler: Deutschland. Kindersachbuch. Carlsen, Hamburg 2007, ISBN 978-3-551-22021-9.
- Karen Holländer: Ach hätte könnte wäre ich. Residenz, St. Pölten 2007, ISBN 978-3-7017-2016-3.
- Rudyard Kipling: Das Dschungelbuch. DTV, München 2007, ISBN 978-3-423-71267-5.
- Jürgen Teichmann: Mit Einstein im Fahrstuhl. Physik einfach erklärt. Arena, Würzburg 2008, ISBN 978-3-401-06043-9.

Niederländisch: Natuurkunde eenvoudig uitgelegd. Deltas, Aartselaar 2010, ISBN 978-90-447-2504-9.
Französisch: La physique expliquée simplement. Chantecler, Aartselaar 2010, ISBN 978-2-8034-5232-3.
Chinesisch: He Ai yin si tan yi qi cheng dian ti. Shan xi, Tai yuan 2011, ISBN 978-7-203-07254-6.
- Ägypten. Land am Nil. Jacoby & Stuart, Berlin 2009, ISBN 978-3-941087-63-7.
- Fabian Schiller: Die goldene Stadt im Dschungel. Thienemann, Stuttgart 2010, ISBN 978-3-522-18230-0.
- Elisabeth Etz: Wir entdecken die Türkei. Betz, Wien/München 2011, ISBN 978-3-219-11470-6.

Dänisch: På opdagelse i Tyrkiet. Klematis, Risskov 2011, ISBN 978-87-641-0651-0.
- Jonas Torsten Krüger: Wir entdecken Spanien. Betz, Wien/München 2012, ISBN 978-3-219-11506-2.
- Tobias Bungter: Kaspirov der Pinguin. Fall 5 von Leo & Leo. Moses, Kempen 2014, ISBN 978-3-89777-792-7.
- Michaela Holzinger: Krimskrams im Kopf. Obelisk, Innsbruck/Wien 2016, ISBN 978-3-85197-836-0.
- Béhem: Le bon crime. Compact, München 2017, ISBN 978-3-8174-1656-1.
- Salah Naoura: Du doofes Ding, du! Klett, Leipzig 2017, ISBN 978-3-95470-167-4.
- Sarah Trenker: Chasing Bloody Mary. Compact, München 2017, ISBN 978-3-8174-1655-4.
- Mattan: Bella da morire. Compact, München 2017, ISBN 978-3-8174-1657-8.
- Sarah Trenker: The Kiss of Death. Compact, München 2018, ISBN 978-3-8174-1996-8.
- Frank Maria Reifenberg: Lenny unter Geistern. DTV, München 2018, ISBN 978-3-423-76221-2